# Бхаватхарини
Бхаватхарини (там. பவதாரிணி; 23 июля 1976, Мадрас — 25 января 2024, Коломбо) — индийская закадровый исполнитель и композитор. Дочь композитора Илайяраджи. Лауреат Национальной кинопремии за лучший женский закадровый вокал.

## Биография
Родилась в 1976 году в Мадрасе в семье композитора Илайяраджи и была сестрой композиторов Картика Раджи и Ювана Шанкара Раджи. 
Бхаватхарини с детства обучалась индийской классической музыке. Впервые выступила как закадровая исполнительница в 1984 году с песней «Thithithae Thalam» в фильме на малаялам My Dear Kuttichathan. В 1990 году она вместе со своими братьями и другими исполнителями приняла участие в записи песен для драмы «Анджали». Певица получила известность после исполнения песни «Masthana Masthana» в тамильском фильме Raasaiyya 1995 года.
В дальнейшем она пела преимущественно песни, музыку к которым написали её отец или братья. Иногда Бхаватарини работала и с другими композиторами, например, с Дэвой и Сирпи. Она считалась одной из лучших закадровых певиц в тамильском кино и исполнила песни во множестве тамильских фильмов, среди которых «Не губите любовь» (1997), «Друзья» (2001), Azhagi (2002), «Азартная игра» (2011), «Вместе навсегда» (2015) и другие. Исполнение песни «Mayil Pola Ponnu Onnu» в фильме Bharathi (2000) принесло ей Национальную кинопремию за лучший женский закадровый вокал.
Бхаватарини также записала несколько песен на других языках, например, «Kalyanapallakkil Veliyappan» и «Nadaswaram Kaetti» для фильмов Kaliyoonjal (1997) и Ponmudipuzhayorathu (2005) на малаялам и «Gumm Summ Gumm» — для «Папочка» (2009) на хинди.
В 2002 году она выступила как композитор в фильме Mitr, My Friend, поставленном Ревати. Всего она написала музыку к десяти фильмам, в числе которых Avuna (2003), «Не всё потеряно» (2004), Ilakkanam (2006) и Vellachi. Её последний музыкальный альбом был написан для фильма Maayanadhi в 2019 году. 
Бхаватарини скончалась 25 января 2024 года в Коломбо, Шри-Ланка, куда приехала, чтобы пройти лечение от рака печени. У неё остался муж — менеджер по рекламе Р. Сабарирадж.